# Distribución mundial
La distribución mundial es un término utilizado para referirse por lo general a un producto que es distribuido a nivel mundial. La distribución del objeto es variable pero mayoritariamente estos son bienes económicos que al principio son distribuidos a nivel nacional, es decir, en el país de origen (aunque no necesariamente debe originarse en un país), luego estos adquieren más popularidad y básicamente son exportados a otras naciones, siendo así bienes que han tenido una distribución mundial.

## Popularidad del producto

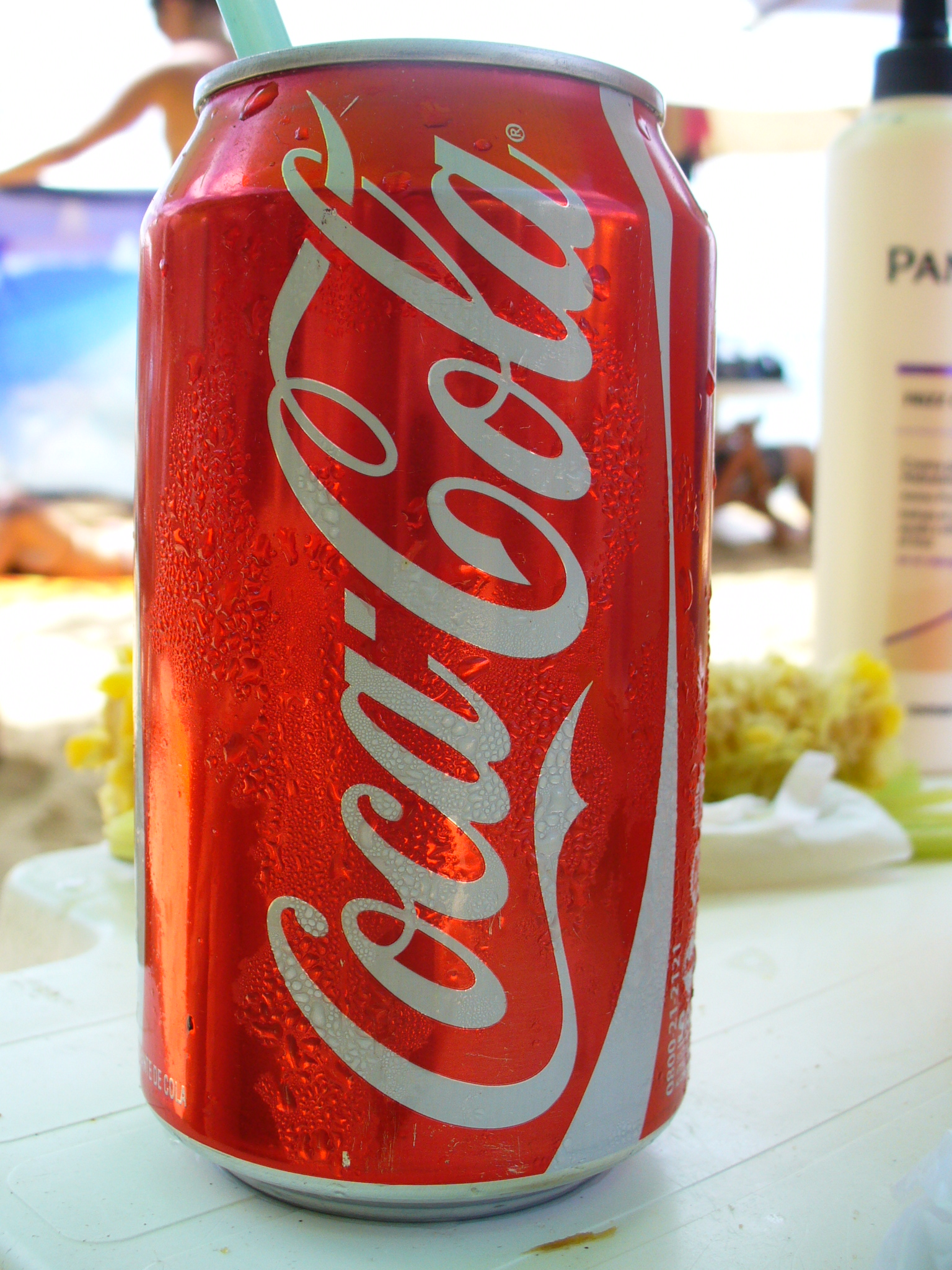
La Cocacola es el principal ejemplo de un producto distribuido mundialmente.

Para que un producto sea distribuido a nivel mundial, este debe alcanzar una gran popularidad, es decir, que este sea exitoso. Aunque la distribución del producto no solo se deberá a su popularidad, sino también a la popularidad que tenga la empresa que distribuirá el producto y el presupuesto que tenga la misma.

### Ejemplos
Por lo general un producto común puede llegar a ser distribuido mundialmente, pero los más conocidos son los siguientes.
- Coca-Cola: La coca-cola es uno de los productos principales de distribución mundial, siendo considerado como el producto con mayor distribución en el mundo. Este consiste en un refresco efervescente vendido en tiendas, restaurantes y máquinas expendedoras, producido por The Coca-Cola Company.
- Pepsi: La Pepsi es otro ejemplo de un producto que ha sido distribuido mundialmente, siendo superada simplemente por la Cocacola, cuyo producto es muy similar a este.
- Gatorade: Uno de los productos más reconocidos y es posiblemente otro producto que consta de una distribución mundial.
- Fanta: Gaseosa alemana reconocida también como Hit, cuyo producto adquirió gran popularidad, siendo uno de los pocos productos de origen alemán que fueron distribuidos mundialmente y a muy poco precio.

## Tipos de productos

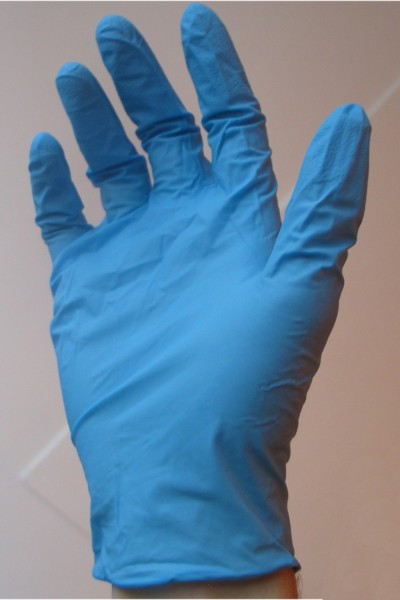
Un guante médico para cirugías.

El producto no necesariamente debe ser de consumo (bebidas y alimentos), ya que existen otros tipos de productos, como los son los productos deportivos, como por ejemplo, los productos de la compañía Wilson Sporting Goods, cuya empresa está encargada en especializar dichos productos.
A pesar de los productos deportivos también existen productos para el uso personal, cuyos productos son los que han tenido más distribución mundial. Esta clase de producto no es especificada ya que es una idea aleatoria para todo tipo de empresa y por lo tanto no tiene un dueño apropiado, uno de estos ejemplos pueden ser los guantes, ya que existen miles de guantes distribuidos por compañías diferentes, aun así todos estos son catalogados como el mismo producto.

## Mercadeo mundial

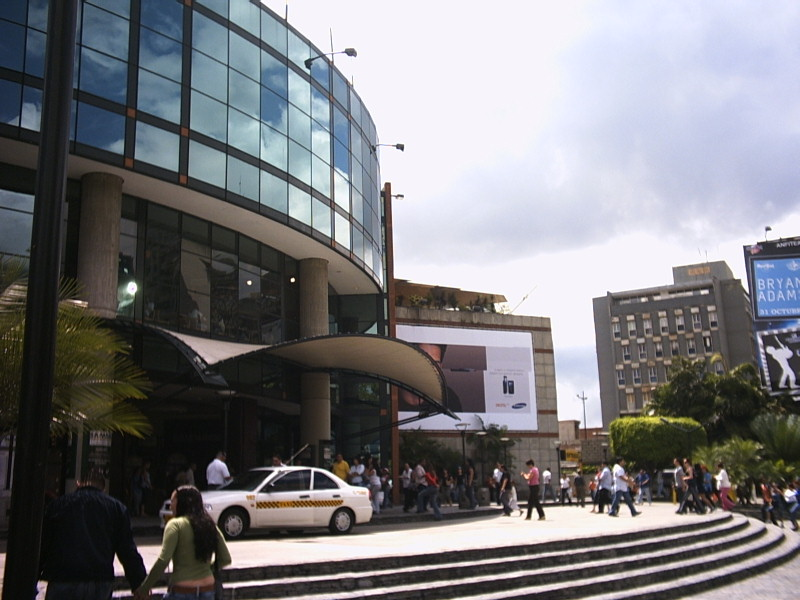
El centro comercial Sambil es uno de los mayores en Venezuela y uno de los más grandes lugares de comercio y mercadeo.

Para que un producto adquiera popularidad y sea distribuido a nivel mundial este debe ser impulsado y la única forma es a través del mercadeo o Marketing, cuya forma consiste en la comercialización que le permitirá al producto ser administrado a través de un mercado y al adquirir fama tienda a mercadearse a través del mercadeo vial, es decir, que el producto sea trasladado a otros centros de comercio o mejor conocidos como los centros comerciales.
Una vez que el producto ya ha ocupado grandes cantidades de comercio se da la decisión de que este sea mercadeado mundialmente. Si el producto adquiere popularidad en las naciones externas se dará la idea de que el producto siga incrementando su mercadeo.